# 1970-es Formula–1 belga nagydíj
Az 1970-es Formula–1 világbajnokság negyedik futama a belga nagydíj volt.

## Futam
Bár 1969-ben elmaradt a biztonsági problémák miatt, 1970-ben újra megrendezték a belga nagydíjat a biztonságosabbá alakított Spában. Még a nagydíj előtt halálos balesetet szenvedett Bruce McLaren Goodwoodban, amikor egy McLaren CanAm autót tesztelt kedden. Két nappal azelőtt Hulme Inianapolisban súlyos égési sérülést szenvedett kezein. Úgy tervezték, Peter Revson helyettesíti Hulme-ot Belgiumban, de McLaren halála miatt a csapat kihagyta a versenyt. Johnny Servoz-Gavin visszavonult a sportágból látási problémára hivatkozva. A Lotusnál Miles a 72-es, Rindt a 49-es modellel indult a hétvégén, míg a Ferrarinál leigazolták az olasz Ignazio Giuntit Ickx mellé. Az első rajtsorból Stewart, Rindt és Amon indult, mögülük Ickx és Brabham indult.
A rajtnál Rindt állt az élre, de Amon és Stewart még az első körben megelőzte az osztrákot. Rodríguez Rindt után a 4. körben megelőzte Stewartot, majd az 5. körben a vezető Amont is. Rindt és Stewart kiesése után Brabham kuplunghiba miatt adta fel a futamot, így a harmadik hely Beltoise-é (Matra) lett. Úgy tűnt, Pescarolo a negyedik helyen végez, de elektromos hiba miatt kiesett az utolsó előtti körben, így a negyedik helyen Giunti végzett a Ferrarival. Rodríguez a Dunlop gumiabroncsok utolsó győzelmét szerezte a sportágban.
| Helyezés | #  | Versenyző            | Csapat/Motor   | Futott körök | Idő/Kiesés oka   | Rajthely | Pontszám |
| -------- | -- | -------------------- | -------------- | ------------ | ---------------- | -------- | -------- |
| 1        | 1  | Pedro Rodríguez      | BRM            | 28           | 1h38:09,9        | 6        | 9        |
| 2        | 10 | Chris Amon           | March-Ford     | 28           | + 1,1            | 3        | 6        |
| 3        | 25 | Jean-Pierre Beltoise | Matra          | 28           | + 1:43,7         | 11       | 4        |
| 4        | 28 | Ignazio Giunti       | Ferrari        | 28           | + 2:38,5         | 8        | 3        |
| 5        | 19 | Rolf Stommelen       | Brabham-Ford   | 28           | + 3:31,8         | 7        | 2        |
| 6        | 26 | Henri Pescarolo      | Matra          | 27           | Elektronika      | 17       | 1        |
| 7        | 9  | Jo Siffert           | March-Ford     | 26           | Üzemanyag nyomás | 10       |          |
| 8        | 27 | Jacky Ickx           | Ferrari        | 26           | + 2 kör          | 4        |          |
| HN       | 14 | Ronnie Peterson      | March-Ford     | 20           | Helyezés nélkül  | 9        |          |
| Kiesett  | 18 | Jack Brabham         | Brabham-Ford   | 19           | Kuplung          | 5        |          |
| Kiesett  | 23 | Graham Hill          | Lotus-Ford     | 19           | Motorhiba        | 16       |          |
| Kiesett  | 11 | Jackie Stewart       | March-Ford     | 14           | Motorhiba        | 1        |          |
| Kiesett  | 21 | John Miles           | Lotus-Ford     | 13           | Váltó            | 13       |          |
| Kiesett  | 20 | Jochen Rindt         | Lotus-Ford     | 10           | Motorhiba        | 2        |          |
| Kiesett  | 2  | Jackie Oliver        | BRM            | 7            | Motorhiba        | 14       |          |
| Kiesett  | 7  | Piers Courage        | De Tomaso-Ford | 4            | Olajnyomás       | 12       |          |
| Kiesett  | 8  | Derek Bell           | Brabham-Ford   | 1            | Váltó            | 15       |          |

## Statisztikák
Vezető helyen:
- Chris Amon: 3 (1 / 3-4)
- Jackie Stewart: 1 (2)
- Pedro Rodriguez: 24 (5-28)

Pedro Rodríguez 2. győzelme, Jackie Stewart 5. pole-pozíciója, Chris Amon 1. leggyorsabb köre.
- BRM 14. győzelme.

Ignazio Giunti első versenye.